# Tilda-Viljoen-Damm
Der Tilda-Viljoen-Damm (englisch Tilda Viljoen Dam) ist ein Staudamm in Namibia, rund einen Kilometer westlich von Gobabis. 
Er befindet sich direkt neben dem nach Speicherraum kleineren Daan-Viljoen-Damm. Der Tilda-Viljoen-Stausee bedeckt eine Fläche von maximal 0,189 Quadratkilometer und hat ein Stauvolumen von 1,224 Millionen Kubikmeter. Die Staumauer ist 14 Meter hoch und 600 Meter breit.
Der Damm staut den Schwarzen Nossob auf und dient der Wasserversorgung von Gobabis.